# Граф Бессборо
Граф Бе́ссборо (англ. Earl of Bessborough) — наследственный титул в системе пэрства Ирландии. Он был создан в 1739 году для Брабазона Понсонби, 2-го виконта Дунканнона (1679—1758), который раньше представлял Ньютаунардс и графство Килдэр в Ирландской палате общин. В 1749 году он также получил титул барона Понсонби из Сисонби в графстве Лестер (пэрство Великобритании). Последний титул дал ему право на место в Палате лордов Великобритании. Отец Брабазона, Уильям Понсонби (1659—1724) получил титулы виконта Дунканнона из Дунканнона в графстве Уэксфорд (пэрство Ирландии) в 1721 году и барона Бессборо из Бессборо в Пилтауне в графстве Килкенни (пэрство Ирландии) в 1723 году. Уильям Понсонби раньше представлял графство Килкенни в Ирландской палате общин.

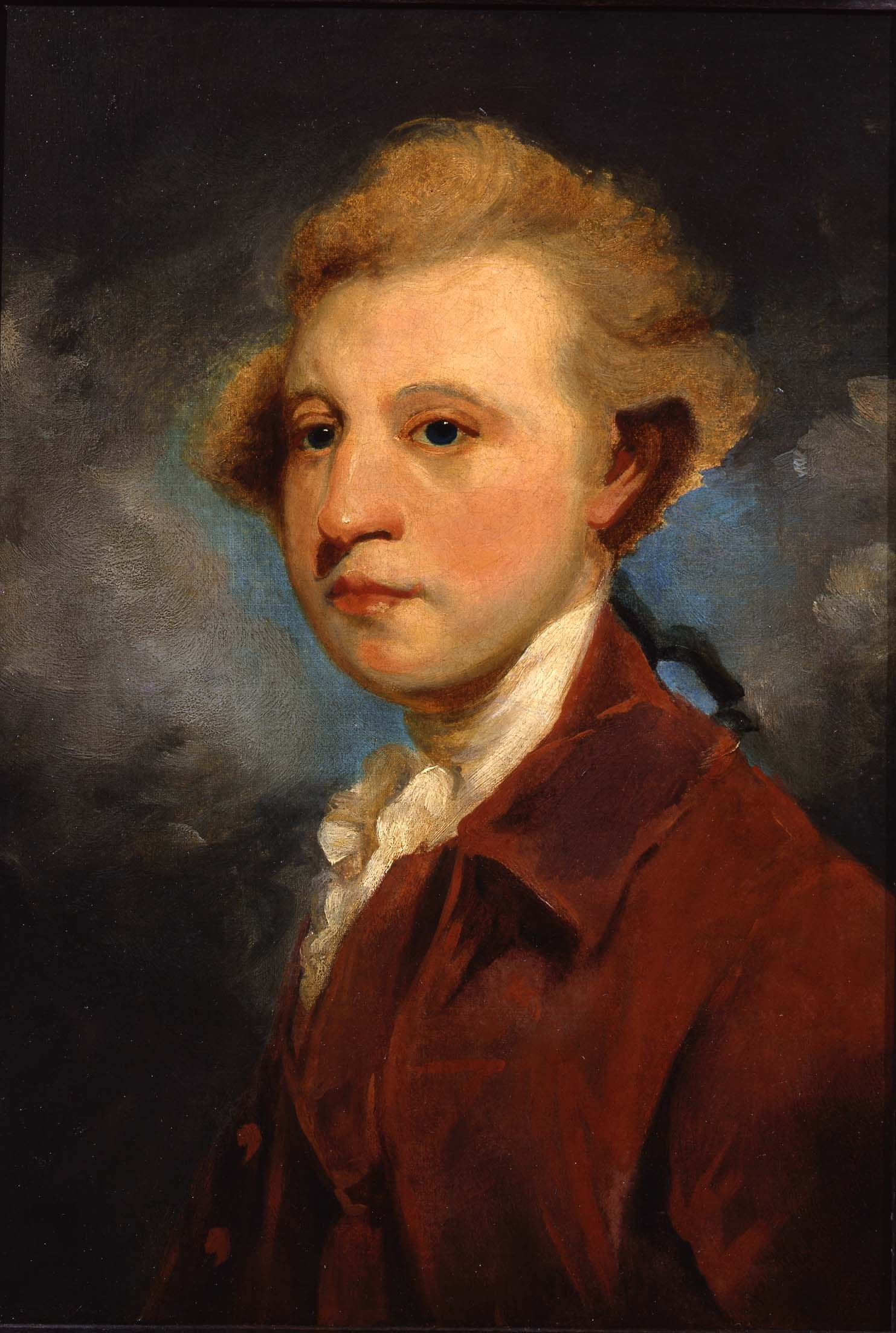
Уильям Понсонби, 2-й граф Бессборо (1704—1793)

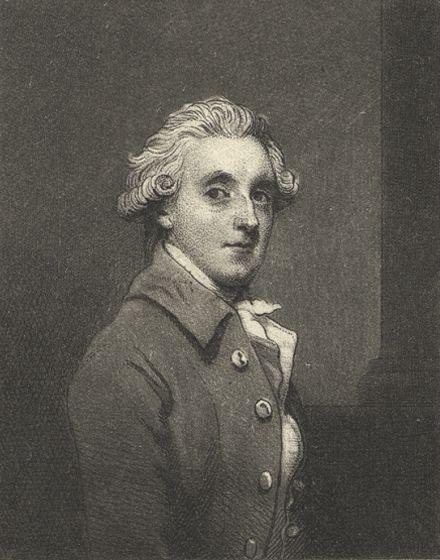
Фредерик Понсонби, 3-й граф Бессборо (1758—1844)

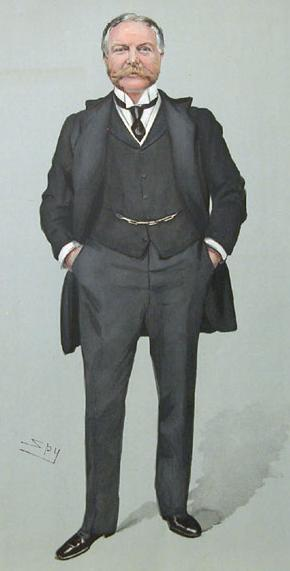
Эдвард Понсонби, 8-й граф Бессборо (1851—1920)

Вир Понсонби, 9-й граф Бессборо (1880—1956)

В 1758 году первому графу наследовал его старший сын, Уильям Понсонби, 2-й граф Бессборо (1704—1793). Он был политиком-вигом, занимал должности лорда-заседателя казначейства, лорда-заседателя Адмиралтейства, главного секретаря по делам Ирландии и генерального почтмейстера Великобритании. Его сын, Фредерик Понсонби, 3-й граф Бессборо (1758—1844), представлял Нерсборо в Палате общин от партии вигов (1780—1793) и занимал пост лорда-заседателя Адмиралтейства, как и его отец. Ему наследовал его старший сын, Джон Понсонби, 4-й граф Бессборо (1781—1847). Он был видным политиком от партии вигов, занимал должности первого комиссара по лесам (1831—1834, 1835—1841), министра внутренних дел (1834), лорда-хранителя Малой печати (1835—1840) и Первого лорда Адмиралтейства. В 1834 году он получил титул барона Дунканнона из Бессборо в графстве Килкенни (пэрство Соединённого королевства). Его старший сын, Джон Понсонби, 5-й граф Бессборо (1809—1880), был либеральным политиком и занимал ряд должностей в правительствах под руководством лорда Джона Рассела и Уильяма Юарта Гладстона. Он скончался бездетным, ему наследовал его младший брат, Фредерик Понсонби, 6-й граф Бессборо (1815—1895). Он не был женат, и после его смерти в 1895 году титулы перешли к его младшему брату, Уолтеру Понсонби, 7-му графу Бессборо (1821—1906), который был священнослужителем.
Его внук, Вир Понсонби, 9-й граф Понсонби (1880—1956), был консервативным политиком и занимал пост генерал-губернатора Канады (1931—1935). В 1937 году для него был создан титул графа Бессборо (пэрство Соединённого королевства). Его сын, Фредерик Понсонби, 10-й граф Бессборо (1913—1993), заседал в Палате лордов от консервативной партии, занимал должности заместителя государственного секретаря по образованию (1964) и государственного министра в министерстве технологий (1970). Позднее он стал депутатом Европейского парламента. У лорда Бессборо была только одна дочь, но не было сыновей, поэтому после его смерти в 1993 году титул графа Бессборо (креация 1937 года) пресёкся. Остальные титулы унаследовал его первый кузен, Артур Понсонби, 11-й граф Бессборо (1912—2002). Он был сыном достопочтенного Сирила Майлса Брабазона Понсонби (1881—1915), второго сына 8-го графа Бессборо.
По состоянию на 2025 год, обладателем графского титула является его сын от первого брака, Майлс Понсонби, 12-й граф Бессборо (род. 1941), который наследовал своему отцу в 2002 году.

## Известные члены семьи Понсонби
- достопочтенный Джон Понсонби[англ.] (1713—1787), второй сын 1-го графа Бессборо, занимал должность спикера Ирландской палаты общин (1756—1771);
- Уильям Понсонби, 1-й барон Понсонби[англ.] (1744—1806), политик-виг, депутат Ирландской палаты общин и Палаты общин Великобритании, сын предыдущего;
- Джордж Понсонби (1755—1817), британский юрист и политик, лорд-канцлер Ирландии (1806—1807), лидер партии вигов в Палате общин (1808—1817), брат предыдущего;
- достопочтенный сэр Фредерик Кавендиш Понсонби (1783—1837), политик и депутат, генерал-майор, участник войн против Наполеона;
- сэр Генри Фредерик Понсонби (1825—1895), сын предыдущего, генерал британской армии, участник Крымской войны с Россией;
- Фредерик Понсонби, 1-й барон Сисонби[англ.] (1867—1935), сын предыдущего, британский военный и придворный, губернатор Виндзорского замка (1928—1935);
- Артур Понсонби, 1-й барон Понсонби Шёлбредский (1871—1946), политик, писатель и общественный деятель, младший брат предыдущего;
- достопочтенный Уильям Понсонби[англ.] (1787—1855), третий сын 3-го графа Бессборо, получил в 1838 году титул 1-го барона Маулея;
- леди Каролина Понсонби (1785—1828), единственная дочь 3-го графа Бессборо, жена премьер-министра Великобритании Уильяма Лэма, 2-го виконта Мельбурна (1779—1848);
- сэр Спенсер Сесил Брабазон Понсонби-Фэйн[англ.] (1824—1915), шестой сын 4-го графа Бессборо, гофмейстер Ордена Бани (1904—1915) и член Тайного совета Великобритании;

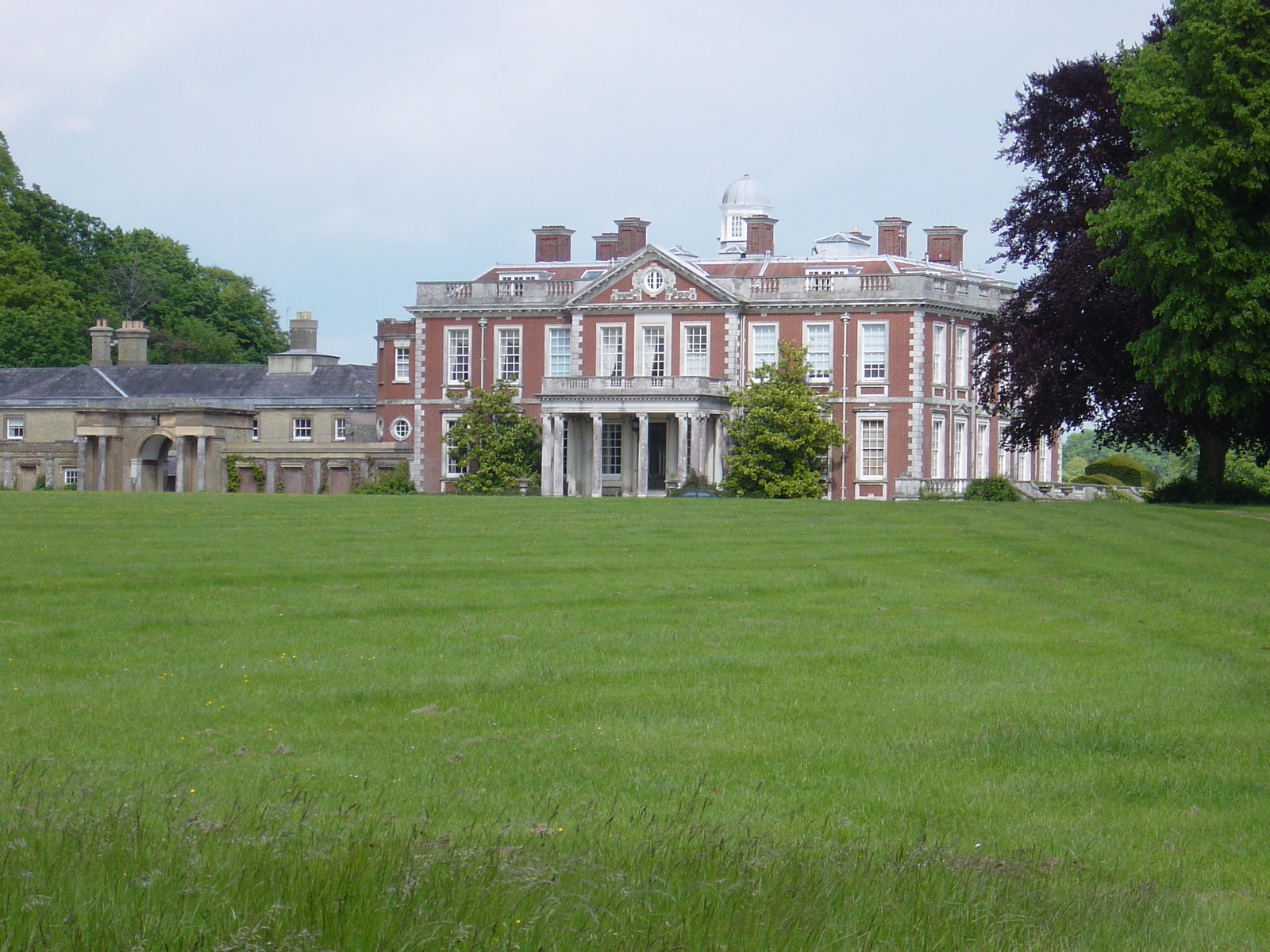
Станстед-хаус, резиденция графов Бессборо

Фамильная резиденция — Станстед-хаус, рядом с Стоутоном (графство Западный Суссекс).

## Виконты Дунканнон (1723)
- 1723—1724: Уильям Понсонби, 1-й виконт Дунканнон (1659 — 17 ноября 1724), третий сын сэра Джона Понсонби (ок. 1609—1678) из Бессборо в графстве Килкенни;
- 1724—1758: Брабазон Понсонби, 2-й виконт Дунканнон (1679 — 4 июля 1758), старший сын предыдущего, граф Бессборо с 1739 года.

## Графы Бессборо (1739)
- 1739—1758: Брабазон Понсонби, 1-й граф Бессборо (1679 — 4 июля 1758), старший сын Уильяма Понсонби, 1-го виконта Дунканнона;
- 1758—1793: Уильям Понсонби, 2-й граф Бессборо (1704 — 11 марта 1793), старший сын предыдущего;
- 1793—1844: Фредерик Понсонби, 3-й граф Бессборо (24 января 1758 — 3 февраля 1844), старший сын предыдущего;
- 1844—1847: Джон Уильям Понсонби, 4-й граф Бессборо (31 августа 1781 — 16 мая 1847), старший сын предыдущего;
- 1847—1880: Джон Джордж Брабазон Понсонби, 5-й граф Бессборо (14 октября 1809 — 28 января 1880), старший сын предыдущего;
- 1880—1895: Джордж Фредерик Брабазон Понсонби, 6-й граф Бессборо (11 сентября 1815 — 11 марта 1895), третий сын 4-го графа Бессборо;
- 1895—1906: Уолтер Уильям Брабазон Понсонби, 7-й граф Бессборо (13 августа 1821 — 24 февраля 1906), пятый сын 4-го графа Бессборо;
- 1906—1920: Эдвард Понсонби, 8-й граф Бессборо (1 марта 1851 — 1 декабря 1920), старший сын предыдущего;
- 1920—1956: Вир Брабазон Понсонби, 9-й граф Бессборо (27 октября 1880 — 10 марта 1956), старший сын предыдущего;
- 1956—1993: Фредерик Эдвард Нёфлиз Понсонби, 10-й граф Бессборо (29 марта 1913 — 5 декабря 1993), старший сын предыдущего;
- 1993—2002: Артур Монтифор Лонгфилд Понсонби, 11-й граф Бессборо (11 декабря 1912 — 5 апреля 2002), единственный сын майора Сирила Майлса Брабазона Понсонби (1881—1915) и внук Эдварда Понсонби, 8-го графа Бессборо;
- 2002 — настоящее время: Майлс Фитц Лонгфилд Понсонби, 12-й граф Бессборо (род. 16 февраля 1941), единственный сын предыдущего от первого брака;
  - Наследник: Фредерик Артур Уильям Понсонби, виконт Дунканнон (род. 9 августа 1974), старший сын предыдущего;
    - Наследник наследника: Уильям Огастес Лонгфилд Понсонби (род. 6 мая 2008), единственный сын предыдущего.